# Pir Kashan
Pir Kashan (en persan : پيركاشان romanisé en Pīr Kāshān) est un village de la province de Kermanshah en Iran. Lors du recensement de 2006, sa population était de 205 habitants répartis dans 48 familles.